# ابن افلح عبسی
جمال‌الدین علی بن افلح عبسی (۱۰۸۰م - ۱۱۴۲م) نویسنده و شاعر عربی عراقی بود. نزد مسترشد نفوذ داشت و ملک و اموال بسیاری از دوستی‌اش با خلیفه کسب نمود. اما در حادثه‌ای بر او غضب می‌گیرد و اموال و اراضی ابن افلح مصادره می‌شود. سپس ابن افلح به تکریت گریخت. گویند که خلیفه مسترشد دوباره او را پذیرفت. بیشتر زندگی ابن افلح در کشورگردی و مدح خلفا و بزرگان گذشت. او را در هجو سرآمد دانسته‌اند و او همهٔ مردم را هجو می‌گفت. دیوانی متوسط که خود گردآورده بود، داشت و دیباچه‌ای برای آن نگاشت. ابن خلکان این دیوان را دیده و آن را ذکر نموده است.